# Palina Pechawa
Palina Pechawa (belarussisch Паліна Пехава, englisch Polina Pekhova; * 21. März 1992 in Minsk) ist eine ehemalige belarussische Tennisspielerin.

## Karriere
Pechawa begann im Alter von fünf Jahren mit dem Tennisspielen. Ihr größter Erfolg war der Turniersieg im Doppel bei den Tashkent Open 2012. Sie und ihre polnische Doppelpartnerin Paula Kania profitierten dabei allerdings von der Aufgabe ihrer Finalgegnerinnen nach dem ersten Satz. Auf Turnieren des ITF Women’s Circuit hat Pechawa sechs Doppeltitel gewonnen.
Im Juni 2018 bestritt sie ihr letztes Profiturnier. Seit September 2015 wird sie nicht mehr in der Einzelweltrangliste und seit November 2018 nicht mehr in der Doppelweltrangliste geführt.

## Turniersiege

### Doppel
| Nr. | Datum              | Turnier   | Kategorie         | Belag             | Partnerin            | Finalgegnerinnen                         | Ergebnis         |
| --- | ------------------ | --------- | ----------------- | ----------------- | -------------------- | ---------------------------------------- | ---------------- |
| 1.  | 20. November 2010  | Opole     | ITF $25.000       | Teppich (Halle)   | Oksana Kalaschnikowa | Paula Kania Magda Linette                | 6:3, 6:4         |
| 2.  | 4. Mai 2012        | Moskau    | ITF $25.000       | Hartplatz (Halle) | Paula Kania          | Tatjana Kotelnikowa Lidsija Marosawa     | 6:4, 3:6, [10:7] |
| 3.  | 15. September 2012 | Taschkent | WTA International | Hartplatz         | Paula Kania          | Anna Tschakwetadse Wesna Dolonz          | 6:2, Aufgabe     |
| 4.  | 7. Juni 2013       | Qarshi    | ITF $25.000       | Hartplatz         | Margarita Gasparjan  | Weronika Kapschaj Teodora Mirčić         | 6:2, 6:1         |
| 5.  | 28. September 2013 | Fergana   | ITF $25.000       | Teppich (Halle)   | Ljudmyla Kitschenok  | Michaela Hončová Weronika Kapschaj       | 6:4, 6:2         |
| 6.  | 3. Oktober 2014    | Schymkent | ITF $10.000       | Sand              | Albina Xabibulina    | Xenija Palkina Alexandra Grintschischina | kampflos         |
| 7.  | 15. Juli 2017      | Telawi    | ITF $15.000       | Sand              | Maria Solnyshkina    | Mariam Bolkwadse Ekaterine Gorgodse      | 7:5, 6:4         |